# Чаупхрая
Чаупхра́я (Мена́м), ранее — Мена́м, Менама (устар. Менам-Чао-Прая; тайск. แม่น้ำเจ้าพระยา [mɛːnɑ̂m tɕâwpʰraʔjaː], букв. «царь-река») — река на полуострове Индокитай.
Крупнейшая река Таиланда наряду с Меконгом. Длина около 1200 км, площадь бассейна около 150 тысяч км². Ранее различные участки реки носили различные названия. Современное название произошло из-за того, что в Самутпракане, около устья реки, в аюттхайский период истории Таиланда, находилась резиденция чиновника (титул Чау-Пхрая), отвечавшего за безопасность находящейся выше по реке Аюттхаи. Иностранные моряки стали называть нижнюю часть реки «Менам-Чау-Пхрая», а впоследствии сократили до «Менам». В 1850 году король Таиланда Рама IV вынужден был издать специальный указ, присвоив всей реке название Менам-Чау-Пхрая.
Река образуется в результате слияния рек Пинг и Нан у города Накхонсаван. Протекая 372 км с севера на юг страны по Менамской низменности, Чаупхрая впадает в Сиамский залив Южно-Китайского моря. На реке расположены города Накхонсаван, Утхайтхани, Чайнат, Сингбури, Ангтхонг, Аюттхая, Патхумтхани, Нонтхабури, Бангкок и Самутпракан. Длина речной системы около 1,2 тыс. км.
Река судоходна, полноводна с мая по ноябрь — в период муссонных дождей, воды реки используются в ирригационном земледелии (рисоводство).
В устье Чаупхраи расположена дельта, которая благодаря наносам смещается в море на 30—60 см в год.

## История
В Аюттхайский период, с XIV века, использовалась как главная водная артерия страны. Торговые корабли должны были подниматься по реке от Сиамского залива до Аюттхаи. При этом они сталкивались с рядом трудностей. Во-первых, сложно было найти устье реки. Так, корабль, на котором плыл португальский поэт Луис де Камоэнс, по ошибке зашёл в другую реку, где, не имея лоции, сел на мель. Более того, река имела три устья, но лишь одно подходило для плавания тяжёлых торговых кораблей. Даже в этом русле находилась пересекающая всю его ширину отмель, на глубине около 5 метров. Через отмель был прорыт канал, отмеченный шестами. Часть кораблей, особенно европейских, не решалась проходить через отмель, и перегружала товар на нанятые джонки. В этом случае большая часть команды оставалась ждать новый товар в устье реки.
Выше отмели на двух берегах реки находились два сторожевых здания, задачей которых было предупредить власти в Самутпракане, в первую очередь Чау-Пхрая, в случае нападения. Все иностранные суда должны были останавливаться у резиденции Чау-Пхрая, чтобы получить разрешения на дальнейший подъём вверх по реке. Функция последнего была чисто дипломатическая; он не имел никаких возможностей остановить военное нападение.
Выше Самутпракана в 1634 году Голландская Ост-Индская компания построила здание склада, так как товары, не портившиеся в тропическом климате, в частности, некоторые сорта древесины, проще было грузить на суда тут, а не в Аюттхае, где река была слишком мелкой.
Между этим местом и Аюттхаей река делала пять больших петель (так, в одной из них русло реки, пройдя 17 километров, приходило в точку на расстоянии 700 метров от начала петли). Эти петли в XVII—XVIII веках были спрямлены каналами. Именно в этих местах позже образовались города (снизу вверх: Пхрапрадэнг, Бангкок, Нонтхабури, Паккрет и Патхумтхани). Строительство каналов и забота о водных путях в государстве традиционно считалось занятием царя Сиама.
В Тхонбури находилась таможня. Известно, что Голландская Ост-Индская компания платила таможенникам Тхонбури больше, чем таможенникам Аюттхаи. Также таможня была устроена в Хау-Лэм, в нескольких километрах ниже Аюттхаи. Здесь через реку была перекинута цепь.
Все путешественники отмечали обилие комаров в низовьях реки.

## Притоки Чаупхраи

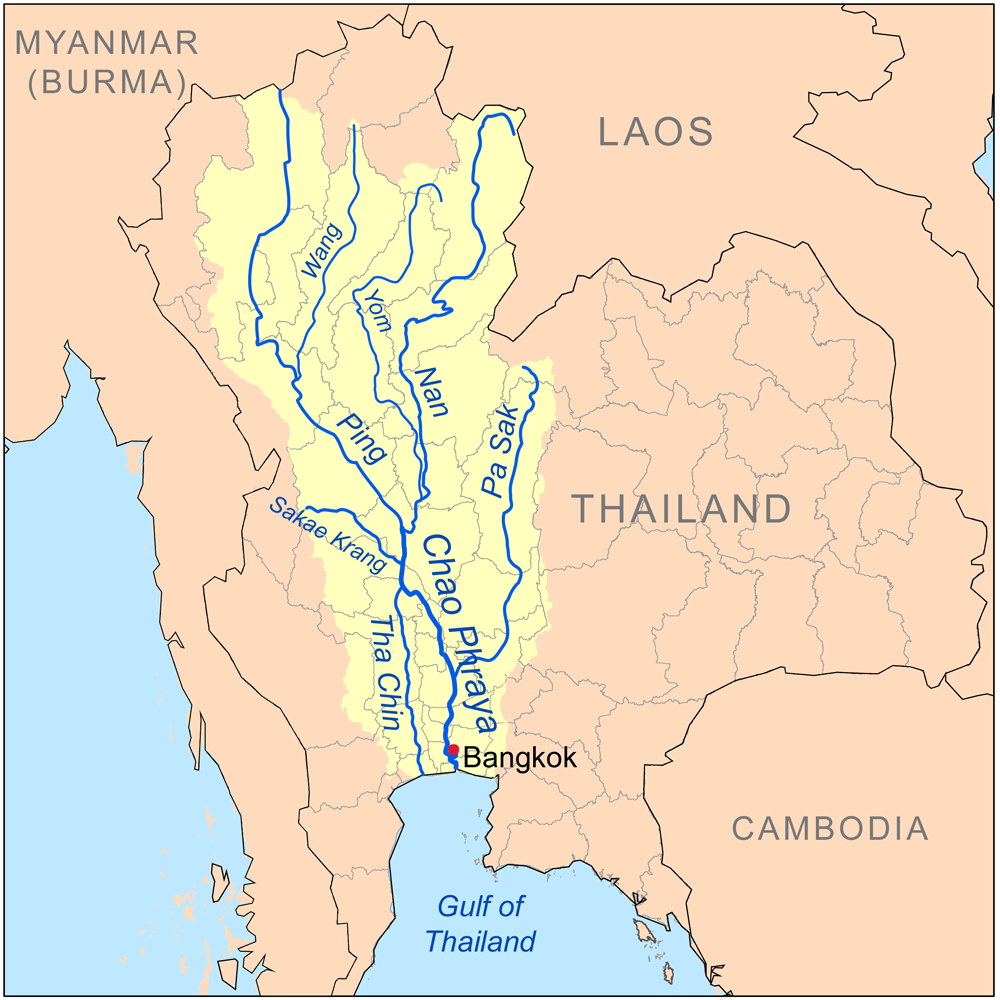
Бассейн реки Чаупхрая

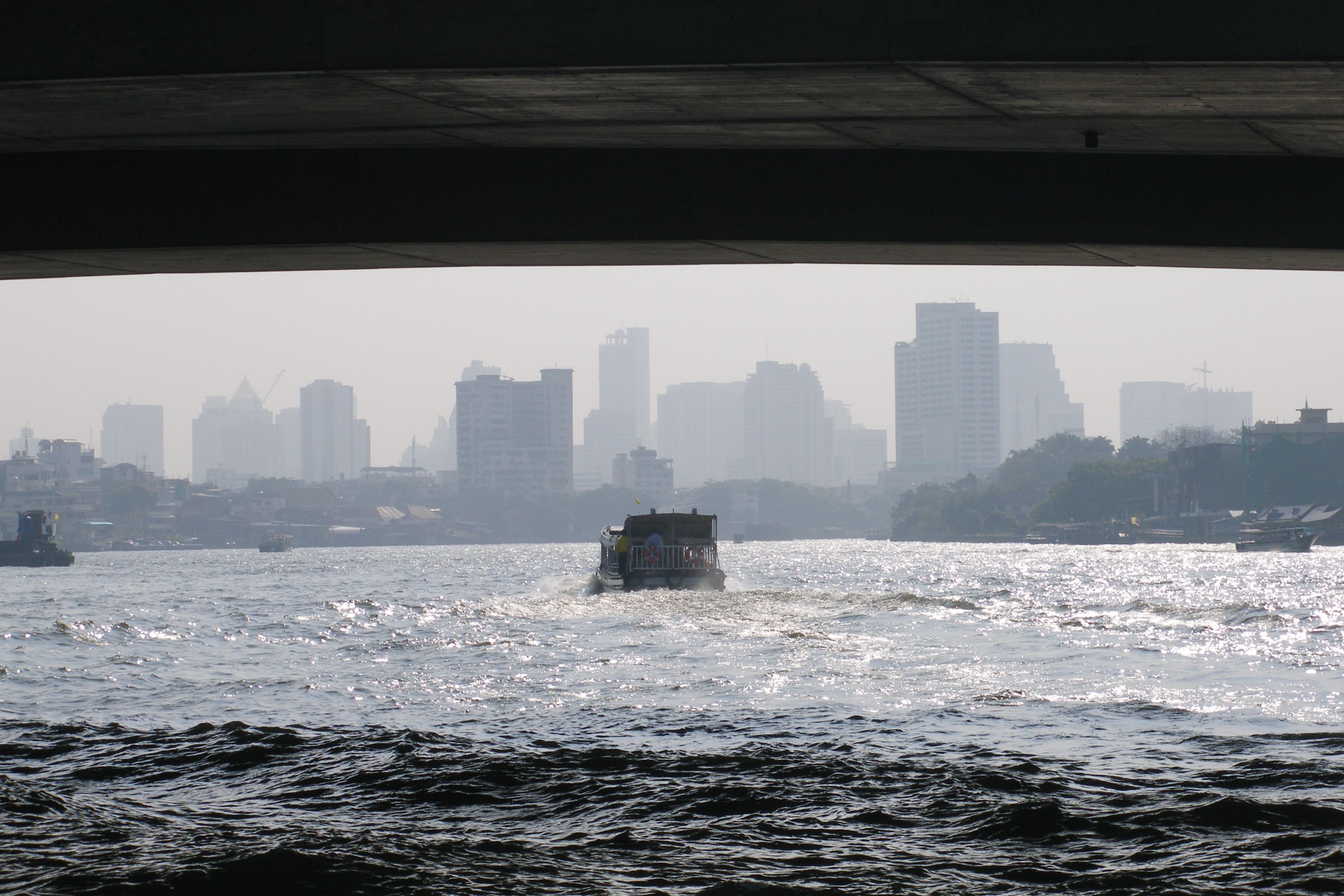
Водный транспорт на реке Чаупхрая, Бангкок

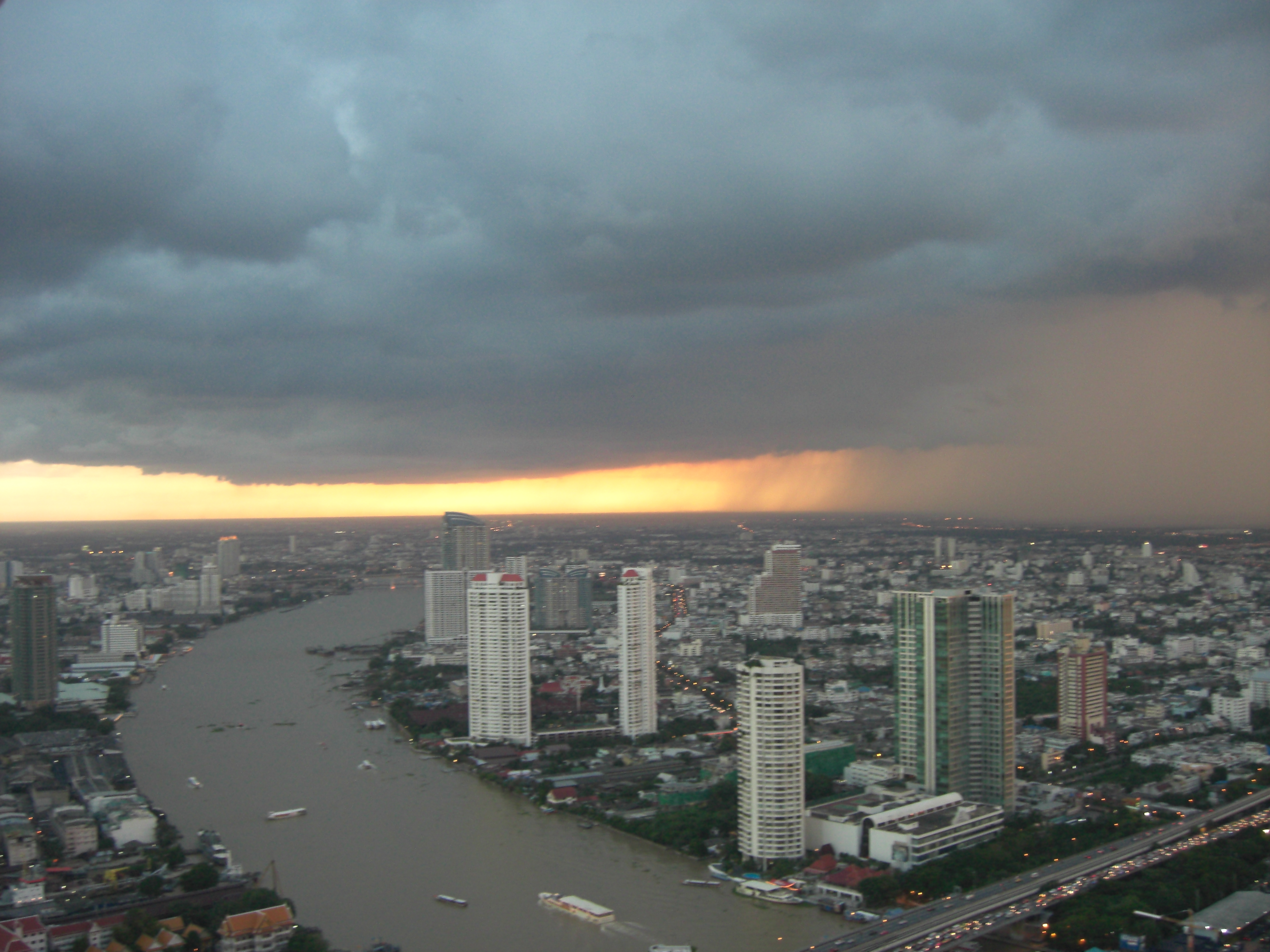
Чаупхрая в Бангкоке

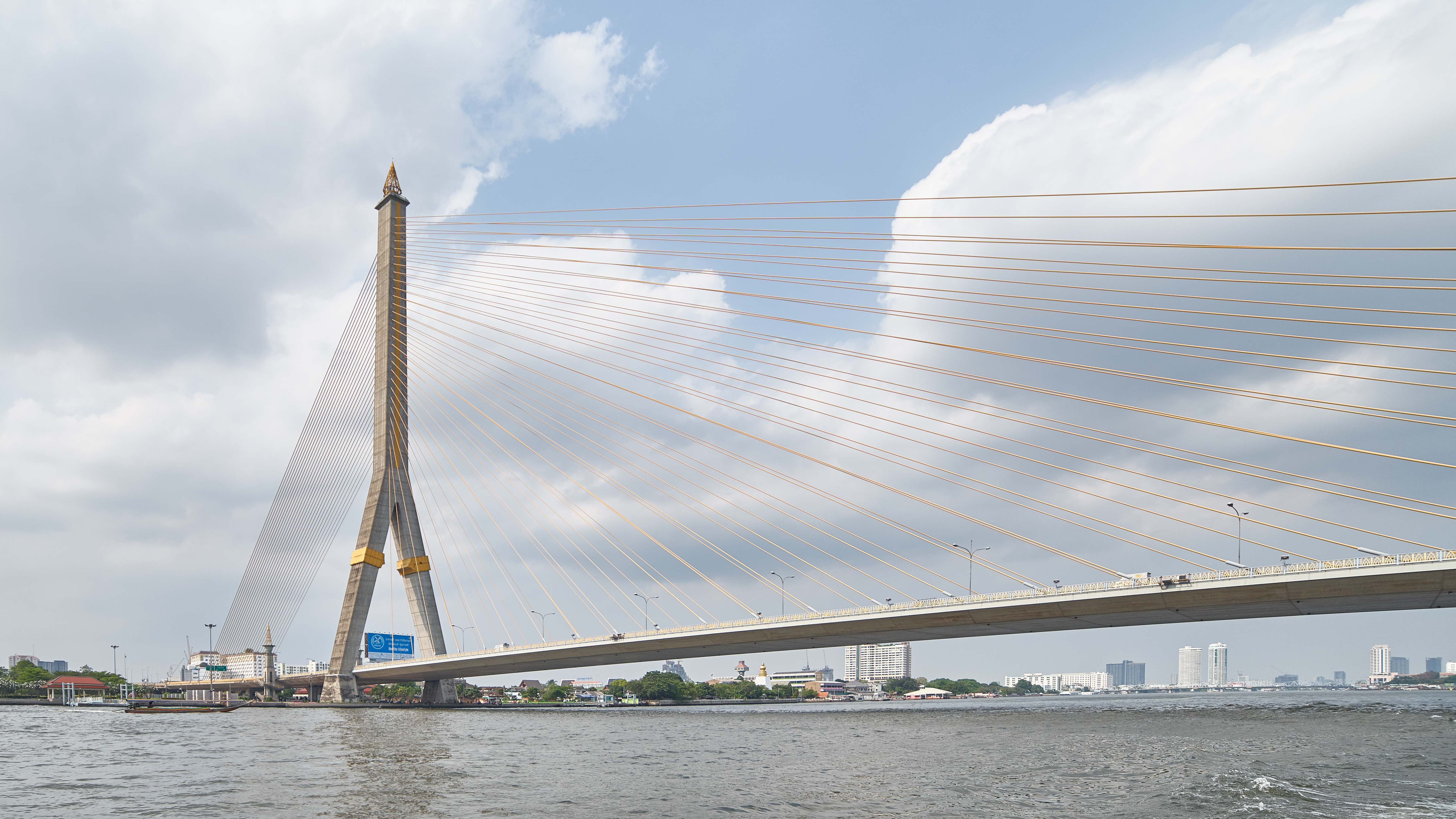
Мост Рамы VIII через реку Чаупхрая

Ниже представлена схема притоков от устья до истоков с указанием мест, в которых вливаются важнейшие притоки.
- Чаупхрая (впадает в Сиамский залив)
  - Ной (впадает в Чаупхраю у Бангсай)
  - Пасак (впадает в Чаупхраю у острова Аюттхая)
    - Лопбури (впадает в Пасак у города Аюттхая)
    - Дополнительные притоки реки Пасак включают реки Муаклек, Пхунг, Падэнг, Конг, Сонтхи, Вангчомпху, На, Чун, Дук, Кхон Кэн, Яи, Садуангяи, Банбонг, Таранг и Пхаякланг.

  - Сакэкранг (впадает в Чаупхраю у Утхайтхани)
    - Притоки реки Сакэкранг включают Тхапсалау, Вангма, Вонг, Пхо[англ.] и Такдэт.

  - Нан (впадает в Чаупхраю у Накхонсаван)
    - Йом (впадает в Нан в округе Чумсэнг в провинции Накхонсаван (провинция))
      - Притоки реки Йом включают реки Понг, Нгау, Нгим, Син, Суат, Пи, Мок, Пхуак, Рампхан, Лай, Кхуан и Камми

    - Бутсабонг
    - Вангпонг
    - Тхалуанг (впадает в Нан при 16°26′27″ с. ш. 100°21′21″ в. д.HGЯO в провинции Пхичит)
      - Ваттайом
        - Тхамынрам
          - Чомпху

    - Вангтхонг (впадает в Нан при 16°31′06″ с. ш. 100°19′36″ в. д.HGЯO в провинции Пхичит (провинция))
    - Кхуэной (впадает в Нан в Чомтхонг, в районе Пхитсанулок провинции Пхитсанулок (провинция))
      - Омсинг
        - Фуа

      - Пхак

    - Трон (впадает в Нан в провинции Уттарадит (провинция))
    - Пат (впадает в Нан в провинции Уттарадит (провинция))
      - Пхай

    - Ва (впадает в Нан в провинции Нан (провинция))
    - Хэт
    - Яо
    - Хау (впадает в Нан у Бан А Хам в провинции Нан (провинция))
      - Янг
      - Буа

    - Кхун
    - Пуа
    - Яо (2)
    - Дополнительные притоки реки Нан включают реки Ламнамтхан, Ламнамкхан, Кхлунг, Хэнг (река), Фиа, Кэм, Кап, Клеунг, Бангкэу, Грунгграк, Банмунг, и Саййой.

  - Пинг (впадает в Чаупхраю у Накхонсаван)
    - Кхлунг (2)
    - Суанмак (впадает в Пинг при 16°29′42″ с. ш. 99°29′56″ в. д.HGЯO)
    - Вангчау (впадает в Пинг при 16°41′02″ с. ш. 99°16′16″ в. д.HGЯO)
    - Пра Данг (впадает в Пинг при 16°44′46″ с. ш. 99°13′05″ в. д.HGЯO)
    - Рака
    - Ванг (впадает в Пинг при 17°07′25″ с. ш. 99°03′35″ в. д.HGЯO в городе Так)
      - притоки включают Мо, Туи, Наммэчанг и Сой

    - Так (впадает в Пинг при 17°02′18″ с. ш. 99°04′00″ в. д.HGЯO)
    - Ко (впадает в Пинг при 17°41′17″ с. ш. 98°45′01″ в. д.HGЯO)
    - Тун
    - Па
    - Чэм (впадает в Пинг при 18°11′19″ с. ш. 98°38′02″ в. д.HGЯO)
    - Наммэкланг (впадает в Пинг при 18°22′12″ с. ш. 98°40′55″ в. д.HGЯO)
    - Наммэли (впадает в Пинг при 18°25′43″ с. ш. 98°42′08″ в. д.HGЯO)
    - Тун (2)
    - Кхан (2) (впадает в Пинг при 18°30′05″ с. ш. 98°51′04″ в. д.HGЯO)
      - Ванг (2) (впадает в Кхан при 18°32′58″ с. ш. 98°51′37″ в. д.HGЯO)

    - Куанг (впадает в Пинг при 18°32′33″ с. ш. 98°56′07″ в. д.HGЯO)
      - Мэнамтха (впадает в Куанг при 18°32′23″ с. ш. 98°56′29″ в. д.HGЯO)
        - Сапуат

    - Кханат
    - Наммэсан
    - Тип
    - Пхэм
    - Лай (2)
    - Са (впадает в Пинг при 18°53′28″ с. ш. 98°58′22″ в. д.HGЯO)
    - Рим (впадает в Пинг при 18°55′13″ с. ш. 98°58′02″ в. д.HGЯO)
    - Най
    - Тэнг (впадает в Пинг при 19°06′08″ с. ш. 98°56′49″ в. д.HGЯO)
    - Нгат (впадает в Пинг при 19°09′11″ с. ш. 99°00′44″ в. д.HGЯO)

  - Дополнительные притоки реки Чаупхрая включают реки Ванг (река) (3), Яи (река) (2), Бангкэу (река), и Кхункэу (река).
  - Тхачин — рукав реки Чаупхрая, впадает в море у города Самутсакхон
    - Притоки реки Тхачин включают реки Красиеу, Янг, Тавип, Чоракхесам, Банглен и Чинси.

Названия с цифрами в скобках обозначают реки, для которых в русском языке совпадают названия.